# Полевые Бикшики
Полевы́е Бикши́ки (чув. Хирти Пикшик, тат. Кыр Бикшиге) — село в Батыревском районе Чувашской Республики.
Население — 1356 человек, из них 47,3 % мужчин, 52,7 % женщин.

## История
Деревня Полевые Бикшики, до 1865 года называлась деревня Полевых Бикшик (по архивным документам), расположена вдоль реки Зирекле на левом берегу реки. С 1880 годов начались переселения на правый берег Зирекле, ныне улица Школьная.
Название деревни происходит из выражения «дикое поле». так называлась до 1600 года. Дикое поле в переводе на татарский язык называется «Кыргый кыр». отсюда и происходит название деревни Кыр-Бикшики(Полевые Бикшики). Посередине деревни протекает река Зирекле, которая является притоком Ак-кына- Була. Название Ак кына означает чистоту воды. Сколько не пруди эту реку, какую бы глубину не имел пруд, но дно воды просвечивалось насквозь.
По неофициальным данным образование деревни совпадает серединой 17 века. Доказательством служит наличие вокруг деревни захороненных кладбищ. Их всего по селу четыре.
До 1770-80 г. в деревне не было религиозных строений. Жил народ мусульманского происхождения, указных мул не было, действовали только подпольные муллы (духовные наставники). После восстания (Батырши -кличка- Абдулла Ганеева) с образованием демократических преобразований начала действовать религия, появились указные муллы. Первой муллой является Бурнаш- бабай.. В настоящее время в деревне имеется улица имени Фетхи Бурнаша- в честь писателя -поэта, драматурга(шестое поколение от первого муллы). В 1780 годах в деревне была построена первая мечеть, а в 1840 году эта мечеть была переделана с минаретом. В 1879 −80 годах построили новое здание мечети в левом берегу реки Зирекле, здание которого в 1856 году передали школе. Из здания мечети построили трехклассное школьное помещение, где мезин (заместитель муллы) мечети начал обучать детей религиозным обрядам. После образования пятого округа народного образования в деревне потребовали обучение грамотности и образовали школу. По отчетам Шихирданской волостной старосты в 1884 году в Бикшиках значится первая школа, учителем был мезим мечети Алим бабай Жэмдиханов. С 1900 года в этой школе начинают преподавать научные дисциплины, арифметику, географию, русскую грамматику. Учителем был Ариф бабай Алимов. С 1910 года в деревне начали обучать грамоте женщин. Учительницей была Хуршит апа Фасхутдинова- Бурнашева. С 1918 года в деревне начала действовать советская школа в домах частных хозяйств. В 1924 году в деревне была открыта трехлетняя школа сельской молодежи. Заведовал школой Басыров Зарифулла. В 1975 году построена типовая средняя школа, которая действует по настоящее время.

## Население
| 2010 | 2012  |
| ---- | ----- |
| 1093 | ↗1218 |

## География
Полевые Бикшики расположено в 66 км к югу от города Канаш, в 150 км от Чебоксар.

## Религия
Мечети
- Мечеть

## Известные люди
- Чинкин, Минулла Низаметдинович
- Миначёв, Хабиб Миначевич
- Фатхи Бурнаш